# Terremoto de Ardabil de 893
Varios catálogos de terremotos y fuentes históricas describen el terremoto de Ardabil de 893 como un terremoto destructivo que azotó la ciudad de Ardabil, Irán, el 23 de marzo de 893. Se desconoce la magnitud, pero se informó que el número de muertos fue muy alto. El Servicio Geológico de los Estados Unidos, en su "Lista de terremotos con 50.000 o más muertes", da una estimación de 150.000 muertos, lo que lo convertiría en el decimoquinto terremoto más mortífero de la historia.
Aunque el área de Ardabil es propensa a numerosos terremotos y fue golpeada por un gran terremoto en 1997, el evento de 893 es, de hecho, considerado como un terremoto "equivocado", derivado de lecturas erróneas de los escritos armenios originales sobre el terremoto de 893 en Dvin, Armenia; el nombre árabe de Dvin es Dabil.

## Terremoto "equivocado"
Aproximadamente a la medianoche del 28 de diciembre de 893, la noche después de un eclipse lunar, Dvin, entonces la capital de Armenia, fue devastada por un terremoto. La mayoría de los edificios fueron destruidos y al menos 30.000 personas murieron.
Este evento fue registrado por cronistas armenios y árabes contemporáneos, incluido Ibn al-Jawzi. Sin embargo, el nombre árabe de la ciudad es Dabil, y esto llevó al escritor del siglo XIV Ibn Kathir a ubicar el terremoto en Ardabil en Azerbaiyán. Ibn Kathir fue luego citado por al-Suyuti en el siglo XV. Otros escritores también ubicaron el terremoto en Ardabil y agregaron algunos detalles, como que las aguas se secaron, mientras cambiaban otros, como hacer que el eclipse anterior al terremoto fuera solar en lugar de lunar. Está claro, sin embargo, que todos estos informes son descripciones del evento de 893 en Dvin.